# Västra Furtan
Västra Furtan är en småort i Arvika kommun, Värmlands län, belägen i Brunskogs socken vid riksväg 61 omkring åtta kilometer öster om Arvika.